# 千歳市立北進小中学校
千歳市立北進小中学校（ちとせしりつほくしんしょうちゅうがっこう）は、北海道千歳市北栄1丁目に所在する公立小中学校。

## 特色
特別支援学級のみ「4学級（知的3学級、自閉情緒1学級）」で編成された学校で、小中併せて9年間教育活動を行っている。
通級指導教室
通級指導教室（発達支援教室）は、通常の学校に在籍しながら、自身の問題や課題を改善・克服するため支援指導を行う教室。
青年学級
北進中学校の卒業生を対象にした学級。
花壇の取り組み
- 千歳市花いっぱいコンクール
  - 最優秀賞 3回（1993年、2015年、2024年）[3]
  - 優秀賞 6回（2016年 - 2018年、2021年 - 2023年）[3]
  - 優良賞 1回（2020年）[3]

## 沿革
年表
- 1960年（昭和35年）- 児童会館内[注 1]に千歳小学校特殊学級を設置[3]。
- 1962年（昭和37年）- 千歳中学校特殊学級を設置[3]。
- 1963年（昭和38年）- 現校舎完成し移転[3]。
- 1964年（昭和39年）- 千歳市立千歳小学校北栄分校、千歳市立千歳中学校北栄分校として認可[3]。
- 1971年（昭和46年）- 千歳市立北進小中学校として独立開校、校歌制定、青年学級を開設、校舎増築工事完成[3]。
- 1974年（昭和49年）- 言語治療教室を千歳市立緑小学校へ移設[3]。
- 1978年（昭和53年）- 特殊学級（情緒）を開設[3]。
- 1988年（昭和63年）- 体力つくり優秀校 石狩教育局局長賞を受賞[3]。
- 1990年（平成2年）- 中央校舎改修工事完成[3]。
- 1991年（平成3年）- 東校舎増築工事・体育館完成[3]。
- 2004年（平成16年）- 石狩管内教育実践奨励表彰を受賞[3]。
- 2006年（平成18年）- 北海道教育実践表彰を受賞、発達支援教室を開設[3]。通級指導教室を開設[4]。
- 2008年（平成20年）- 校舎改修工事完成[3]。
- 2012年（平成24年）- 校舎耐震工事完成[4]。
- 2016年（平成28年）- 体育館非構造部材耐震工事完成[4]。
- 2017年（平成29年）- 千歳市社会福祉協議会表彰を受賞[3]。
- 2023年（令和5年）- 校舎内照明LED化[3]。

## 教育目標
- 21世紀を、自分のよさを発揮し、広く豊かに生きる子どもの育成[5]

## 通学区域
通学区域は以下の通り。
- 千歳市内全域

## 交通アクセス
鉄道
- JR千歳線千歳駅西口より、徒歩15分。

バス
- 北海道中央バス 桜木線・桜木空港線「千歳高校」停留所下車、徒歩6分[7]。